# 黛安娜專案

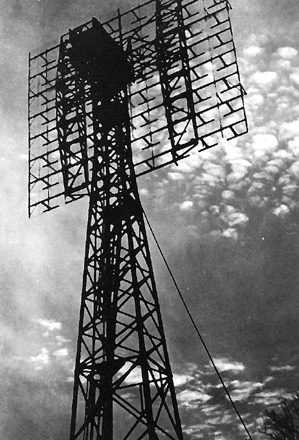
在1946年位於新澤西州蒙茅斯堡，執行黛安娜專案的雷達天線。

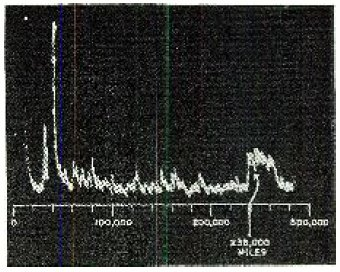
示波器上顯示的雷達訊號。在左邊峰值最高的脈衝是雷達發出的訊號，右邊較低的脈衝訊號是從月球反射回來的訊號。水平軸是以英里為距離單位校準的時間。可以看到測得的地月距離是238,000 mi。

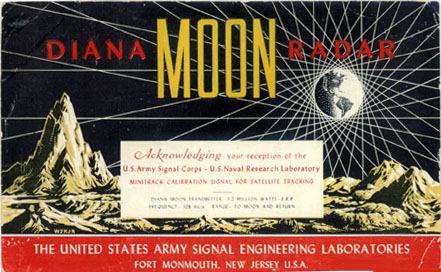
用於證明業餘無線電玩家接收到黛安娜專案反射波的QSL卡。

黛安娜專案，以羅馬神話的月球女神命名，是美國陸軍信號兵團在1946年的一個實驗專案。該兵團將雷達訊號發射至月球，並接收反射回來的訊號。這是開啟雷達天文學的第一個實驗，也是第一次主動嘗試探測另一個天體。這是後來發展出地月地通訊（EME）通信技術的靈感源頭。，

## 歷史
第二次世界大戰結束後，位於新澤西州沃爾鎮區 (新澤西州)埃文斯軍團的埃文斯·信號實驗室主任，約翰·德維特上校接到五角大廈的指示，要確定雷達波是否可以穿透電離層，以便探測和跟蹤可能進入電離層的敵方彈道飛彈。他決定通過嘗試將雷達波射向月球，來確定是否可以穿透電離層。
為了完成這項任務，他組織了一個工程師團隊，其中包括首席科學家Edwin King Stodola，以及赫伯特·考夫曼（Herbert Kauffman）、雅各·莫芬森（Jacob Mofenson）、和哈羅德·韋伯（Harold Webb），並且匯集來自向埃文斯軍團其他單問徵詢的意見，其中最引人注目的是數學家沃爾特·邁克菲進行了必要的數學計算。
第一次成功接受到反射讯号是当地时间1946年1月10日上午11点58分。由哈罗德·韦伯（Harold Webb）和赫伯特·考夫曼（Herbert Kauffman）操作完成。
戴安娜专案标志着雷达天文学的诞生，此技术后来被用于绘制金星和其它行星的地图。此外，戴安娜专案还标志着美国太空计划的启航。这是第一次证明地面雷达讯号可以穿透电离层，为空间探测器和人类在地外通讯提供了可能性。它还确立了以罗马诸神命名太空项目的做法。例如，水星计划和阿波罗计划。

## 延伸阅读
- Pomerleau, Cindy Stodola. . 2021. ISBN 979-8-706-54632-8.
- Sullivan, Woodruff T. . Cambridge: Cambridge University Press. 2009: 264–271. ISBN 978-0-521-76524-4.